# Paraxanthine
Paraxanthin, hoặc 1,7-dimethylxanthine, là một dẫn xuất di-methyl của xanthine, đồng phân của theobromin và theophyllin, có cấu trúc liên quan đến caffeine. Giống như caffein, paraxanthin là một chất kích thích hệ thống thần kinh trung ương (Central Nervous System - CNS). Nó có hiệu lực gần bằng với caffeine và có khả năng liên quan đến việc trung gian tác động của chính caffeine.

## Sản xuất và chuyển hóa
Paraxanthine không được sản xuất bởi thực vật và chỉ được quan sát trong tự nhiên như là một chất chuyển hóa của caffeine ở động vật. Paraxanthine cũng là một chất chuyển hóa tự nhiên của caffeine ở một số loài vi khuẩn. Sau khi uống, khoảng 84% caffeine được demethyl hóa ở vị trí 3 để tạo ra paraxanthine, làm cho nó trở thành chất chuyển hóa chính của caffeine trong cơ thể.
Paraxanthine cũng là một chất chuyển hóa chính của caffeine ở người và các động vật khác, chẳng hạn như chuột. Ngay sau khi uống, caffeine được chuyển hóa thành paraxanthine bởi cytochrom P450 ở gan, giúp loại bỏ một nhóm methyl khỏi vị trí N3 của caffeine. Sau khi hình thành, paraxanthine có thể được phân hủy thành 7-methylxanthine bằng cách khử bằng vị trí N1, sau đó được khử acetyl thành xanthine hoặc oxy hóa bởi CYP2A6 và CYP1A2 thành axit 1,7-dimethylaric. Trong một con đường khác, paraxanthine được phân hủy thành 5-acetylamino-6-formylamino-3-methyluracil thông qua N-acetyl-transferase 2, sau đó được phân hủy thành 5-acetylamino-6-amino-3-methyluracil. Trong một con đường khác, paraxanthine được chuyển hóa CYPIA2 tạo thành 1-methyl-xanthine, sau đó có thể được chuyển hóa bởi xanthine oxyase để tạo thành axit 1-methyl-uric.
Một số con đường tổng hợp được đề xuất của caffeine sử dụng paraxanthine như một chất trung gian. Tuy nhiên, sự vắng mặt của nó trong các thử nghiệm alkaloid thực vật ngụ ý rằng những thứ này không thường xuyên, nếu có, được sản xuất trực tiếp bởi thực vật. 

## Dược lý và tác dụng sinh lý
Paraxanthine có thể chịu trách nhiệm cho các đặc tính lipolytic của caffeine, và sự hiện diện của nó trong máu gây ra sự gia tăng nồng độ axit béo tự do trong huyết thanh.

### Dược lực học
Paraxanthine là một chất ức chế phosphodiesterase không chọn lọc cạnh tranh  làm tăng cAMP nội bào, kích hoạt PKA, ức chế tổng hợp TNF-alpha  và leukotriene , và giảm viêm và miễn dịch bẩm sinh. Paraxanthine là một chất đối kháng thụ thể adenosine không chọn lọc  làm tăng huyết áp epinephrine và huyết áp tâm trương. Paraxanthine, không giống như caffeine, hoạt động như một chất kích thích enzyme của Na+/K+ ATPase. Kết quả là, nó chịu trách nhiệm tăng vận chuyển các ion kali vào mô cơ xương. Tương tự, hợp chất cũng kích thích tăng nồng độ ion calci trong cơ bắp.

## Độc tính
Paraxanthine được cho là có độc tính thấp hơn so với caffeine. Trong khi nồng độ trong máu tương xứng với lượng trung bình dường như khá vô hại, nồng độ paraxanthine trong máu cao có liên quan đến sẩy thai ở bà mẹ mang thai.